# Desmalopex
Desmalopex é um gênero de morcegos da família Pteropodidae. O gênero é endêmico das Filipinas, sendo restrito as ilhas de Luzon, Catanduanes, Mindoro e Dinagat. Contém duas espécies descritas e uma terceira na ilha de Dinagat ainda sem descrição científica.
Em 1907, Gerrit Miller classificou a espécie leucopterus, originalmente no gênero Pteropus, num gênero próprio, o Desmalopex; poucos anos depois, Knut Andersen, retornou a espécie ao Pteropus. Análises de DNA em 2008, revelaram que a espécie leucopterus não pertencia ao clado Pteropus, sendo então ressuscitado o antigo gênero criado por Miller. A relação do gênero dentro da subfamília Pteropodinae é ainda incerta

## Espécies
- Desmalopex leucopterus (Temminck, 1853)
- Desmalopex microleucopterus Esselstyn, Garcia, Saulog & Heaney, 2008